# Ashin Wirathu
Ashin Wirathu (* 10. července 1968) je nacionalistický buddhistický mnich a duchovní otec protimuslimského hnutí 969 (počet buddhistických ctností) v Myanmaru. Byl obžalován z podněcování nenávisti proti muslimům ve svých projevech. On sám se ovšem prohlašuje pouze za mírumilovného mnicha.

## Životopis
Wirathu se narodil v roce 1968. Ve čtrnácti letech skončil školu a stal se novicem V roce 2001 se zapojil do hnutí 969. O dva roky později byl odsouzen na 25 let do vězení kvůli svým kázáním. V roce 2012 byl spolu s mnoha dalšími politickými vězni propuštěn. Od vládních reforem v Myanmaru je také velmi aktivní na Youtube a dalších sociálních sítích.
21. července 2013 na něj byl spáchán bombový atentát, přežil však bez úhony. Během útoku bylo pět lidí zraněno. Wirathu uvedl, že šlo o pokus muslimů umlčet jeho hlas.

## Názory
Jeho názory jsou považovány za radikální. Hlásá například "Islám neohrožuje jen buddhismus, ale všechny Barmánce a celou Barmu." Dříve také prohlásil, že "můžete být plni lásky a laskavosti, ale nemůžete spát vedle vzteklých psů (muslimů)". Kvůli těmto výrokům a některým činům ho časopis Time označil v roce 2013 za tvář buddhistického teroru.